# Mark Pritchard (homme politique)
Mark Andrew Pritchard (né le 22 novembre 1966 et anciennement connu sous le nom de Mark Mallon) est un homme politique et consultant conservateur britannique. Il est député pour le Wrekin dans le Shropshire depuis 2005.

## Jeunesse et carrière
Pritchard est né le 22 novembre 1966. Il grandit dans le Herefordshire. Il fait remarquer sur BBC Radio 4 qu'il vient d'un «milieu peu orthodoxe» pour un député conservateur. Pendant les cinq premières années de sa vie, il est élevé dans un orphelinat à Hereford, et grandit plus tard dans une famille d'accueil vivant dans un logement social.
Pritchard est élu pour la première fois pour le Parti conservateur en tant que conseiller du Harrow Council à Londres. Sous son ancien nom de Mark Mallon, il est élu comme candidat du Parti conservateur lors d'une élection partielle pour le quartier Pinner West en janvier 1993, mais perd son siège aux élections du conseil en mai 1994, arrivant cinquième,. Partisan de Margaret Thatcher, Pritchard travaille comme directeur de campagne de son successeur dans le siège londonien de Finchley, Hartley Booth, qui est député entre 1992 et 1997. Pritchard, sous son ancien nom Mallon, co-écrit un livre avec Booth sur le chômage de longue durée et le sans-abrisme, qu'ils ont auto-publié en 1994, peu de temps après que Booth ait démissionné de son poste de secrétaire parlementaire à la suite des révélations de presse d'une relation avec un assistant de la Chambre des communes.
Après avoir travaillé pour Hartley Booth, Pritchard passe une brève période au Bureau central conservateur, travaillant comme attaché de presse, lors de la campagne électorale générale de 1997. Il crée ensuite sa propre entreprise et est élu conseiller conservateur du Surrey au Woking Borough Council, dans le quartier de Brookwood, en mai 2000. Il ne se représente pas à la fin de son mandat en 2004,.

### Carrière parlementaire
Pritchard se présente en vain dans la circonscription de Warley dans les West Midlands pour le Parti conservateur aux élections générales de 2001 où il est battu par John Spellar du parti travailliste,.
Pritchard est élu pour la première fois au parlement pour le Wrekin en 2005, battant Peter Bradley, le député travailliste sortant, par seulement 942 voix, bien que cela représente un basculement de 5,4% des travaillistes vers les conservateurs. Il bénéficie de l'aide des militants pro-chasse pour sa campagne.
Après avoir conservé son siège aux élections générales de 2010, il est co-secrétaire du Comité 1922 entre 2010 et 2012,,.
Pritchard est nommé par le premier ministre David Cameron en tant que membre du Comité mixte sur la stratégie de sécurité nationale de 2010 à 2015 . Il est nommé par le ministre des Affaires étrangères, William Hague, à l'Assemblée parlementaire de l'OTAN de 2005 à 2010. Il est membre du Comité mixte des droits de la personne de la Chambre des communes de 2015 à 2017.
Pritchard est nommé au poste de vice-président du bureau international du Parti conservateur en 2010 mais démissionne en janvier 2012 en raison de divergences politiques sur: "le manque d'aspiration nationale et individuelle, l'immigration et l'Europe" ce que certains commentateurs ont appelé " la Sainte Trinité de la droite conservatrice ".
Il est vice-président du Comité des affaires étrangères et de la défense du Parlement. Il est auparavant un «soutien d'arrière-ban» de William Hague et de Liam Fox, l'ancien secrétaire à la Défense, alors qu'il est dans l'opposition.
En novembre 2013, Pritchard fait l'objet d'une série d'articles dans le Daily Telegraph concernant des révélations d'enquêtes d'infiltration selon lesquelles il a proposé d'utiliser ses contacts politiques pour conclure des accords commerciaux avec des responsables et des ministres étrangers en échange d'être payé des centaines de milliers de livres. À la suite des révélations, Pritchard s'adresse au commissaire aux normes, qui estime que les preuves sont «insuffisantes».
En décembre 2014, il est arrêté puis mis en liberté sous caution pour une allégation de viol,. Le 6 janvier 2015, l'enquête policière est abandonnée au motif qu'il n'y a pas suffisamment de preuves pour que l'affaire se poursuive. Pritchard demande une révision de la loi sur l'anonymat pour les personnes accusées de viol, affirmant qu'il est injuste qu'il soit publiquement identifié alors que son accusateur restait anonyme.
En décembre 2017, le Premier ministre britannique, Theresa May, le nomme chef de la délégation britannique auprès de l'Organisation pour la sécurité et la coopération en Europe (OSCE). Toujours en 2017, il est nommé premier envoyé commercial du Royaume-Uni en Géorgie et en Arménie, travaillant avec le ministère du Commerce international.
À la Chambre des communes, il siège au Groupe des présidents. Pritchard siège à plusieurs comités restreints: Transport, Travaux et pensions, Pays de Galles et Audit environnemental. Il est président ou vice-président de plusieurs groupes parlementaires multipartites, notamment la région de l'ASEAN et l'Afrique. Pritchard est également membre exécutif du groupe parlementaire britannique.
Bien qu'eurosceptique, Pritchard soutient la position officielle de son parti et fait campagne pour que le Royaume-Uni reste dans l'Union européenne avant le référendum d'adhésion à l'UE le 23 juin 2016. Depuis que le résultat est annoncé, Pritchard continue à soutenir la direction du parti et préconise désormais de quitter l'Union européenne. Il ne s’est jamais rebellé contre le gouvernement dans le Parlement actuel.
Pritchard est connu pour sa défense des problèmes de bien-être animal et a présenté trois projets de loi privés de dix minutes sur le bien-être des animaux au cours de la période 2006-2009. En juin 2011, il présente avec succès une motion visant à interdire les animaux sauvages dans les cirques. À la Chambre des communes, il déclare avoir été poussé par le premier ministre à retirer la motion, d'abord en se voyant offrir un emploi, puis en se faisant menacer. Pritchard est nommé pour de nombreux prix de bien-être animal, dont le Dods Charity Champion Award for Animal Welfare.
Pritchard soutient la motion appelant à une "réduction des conditions réelles" dans le budget pluriannuel de l'UE en 2012. Il est rejoint par un collègue député eurosceptique, Mark Reckless, pour rédiger le soi-disant «amendement Reckless-Pritchard» qui voit le gouvernement de David Cameron battu sur la question. Reckless fait ensuite défection à Ukip.

## Vie privée
En juillet 2013, Mark Pritchard annonce qu'il divorce de sa femme depuis 15 ans, Sondra, à la suite de leur séparation en avril 2013.